# Zene

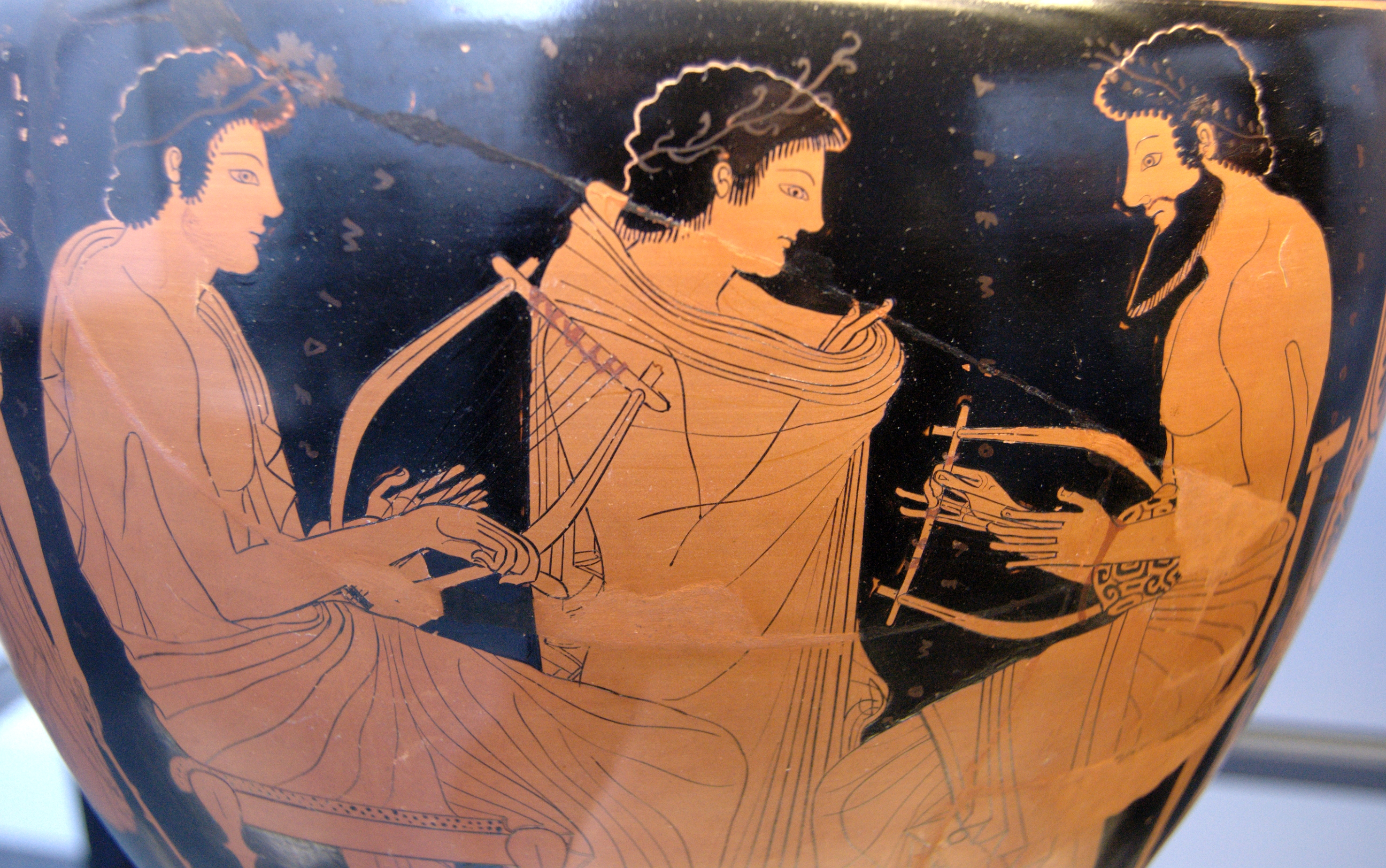
Zeneóra, görög vázakép

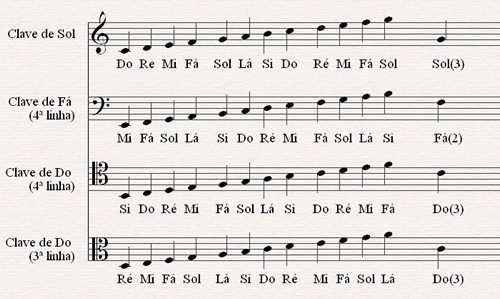
Kotta

A zene a hangok és a csend érzelmeket kiváltó elrendezése, létezésének lényege az idő. A pontos meghatározás nem könnyű, de abban általában egyetértés mutatkozik, hogy a zene a hangok tudatosan elrendezett folyamata. A zene egy művészi kifejezési forma, a hangok és „nem-hangok” (csendek) időbeni váltakozásának többnyire tudatosan előállított sorrendje, mely nem utasít konkrét cselekvésre, viszont érzelmeket, indulatokat kelt és gondolatokat ébreszt.
Az olyan hangkombinációkat, amelyek ugyan tudatosan jönnek létre, de konkrét üzenetük van (vagyis valamilyen cselekvésre ösztönöznek), általában nem nevezzük zenének. Kizárólagos céljuk a figyelem felkeltése (autóduda, dallamkürtök, szirénák, telefon, ébresztőóra, tömegközlekedés felhívó hangjelzései, rádióadók szignáljai, áruhoz kapcsolt dallamok, templomi harang, egykoron a vadászok vagy a katonák kürtjelei stb.).
Kizárólag a megfigyelő nézőpontján múlik, hogy mit tekint zajnak vagy zenének. A két fogalom nem zárja ki egymást: bizonyos körülmények között a zene is lehet zaj (például rockzenei koncert átszűrődő hangjai, amikor aludni szeretnénk), máskor a hétköznapi értelemben vett zajt is zeneként értelmezhetjük (vonat ritmikusan zakatoló hangjai, patadobogás). Mindkét csoportba tartozhatnak a természet hangjai, de bizonyosan az emberi beszéd is.
A zenének többféle alkalmazási területe van, ahol nem veszít jellemzőiből, hanem más hasonló célú kifejezési formához társul (mozgásművészetek, színház, film, képzőművészet, irodalom), vagy pedig egy más terület veszi segítségül igénybe úgy, hogy valamelyik jellemzőjét kiemeli (sport, zeneterápia vagy diszkó, politika), de nem szünteti meg.

## A zene definíciója
A zene az értelmes zaj.
"Minden hang, amely megszólal, lehet zene. Ha fölöttem az emeleten Beethoven V. szimfóniáját kezdik el játszani, amikor dolgozom, más zenével foglalkozom, tehát csöndre vágyom, akkor számomra ez a Beethoven-muzsika éppoly mértékben zaj, mint amilyen mértékben nem zaj egy utcai kalapács, ha azt, mint hangot kezdem el figyelni."

## A zene szó eredete
A zene szó nyelvújítási szóalkotás, a zenebona első elemének elvonásából és önállósításával, ami pedig valószínűleg a zeng-bong ikerszóból származik.

## A zenei hang
A hangérzékelés fiziológiailag nem más, mint valamilyen test által keltett rezgés. Amennyiben a rezgés szabályos, akkor zenei hang jön létre, ha pedig szabálytalan, akkor zaj.
A zenei hangnak négy jellemzője van:
- hangmagasság: az adott rezgésszám határozza meg.
- hangerő: a test által kibocsátott rezgések nagyságának (amplitúdójának) függvényében változik.
- időtartam: a zenei hang időbeni hosszúsága.
- hangszín: minden hangszer egymástól eltérő karakterű hangzást ad, ha azonos hangmagasságon és hangerőn is szólaltatják meg.

### Ritmus
A zene csak az időben fogható fel, s mint ilyen, nem értelmezhető a ritmus fogalma nélkül.

### Dallam
A dallam a ritmushoz tartozó, különböző magasságú hangok együttese, illetve egymásutánisága.

### Harmónia
A hangok fajtája, megszólaltatásuk módja, ritmusa, kombinációik és összhangzataik alkalmazása a zenék legjellemzőbb tulajdonsága.

### Csend
John Cage egészen odáig ment 4’33" című kompozíciójában, hogy magát a csöndet tette egyenértékűvé a muzsikával. Ezt a művet előadhatják bárhol, ahol a muzsikusok 4 perc 33 másodpercen keresztül nem nyúlnak hangszereikhez – legyen az egy forgalmas New York-i sugárút, rét valahol Európában, netán fehér zaj a virtuális térben. Cage gesztusa leginkább Malevics Fekete négyzetének megfestéséhez fogható és hasonlítható. A hosszabb-rövidebb csöndek, a szünetek szerves részei a zenének.

## Előadás
A zene elmélete is nagyon fontos, de nem ér fel a zenehallgatás élményével. Ezért nem feledkezhetünk meg az előadóművészetről.

### Szóló és zenekar

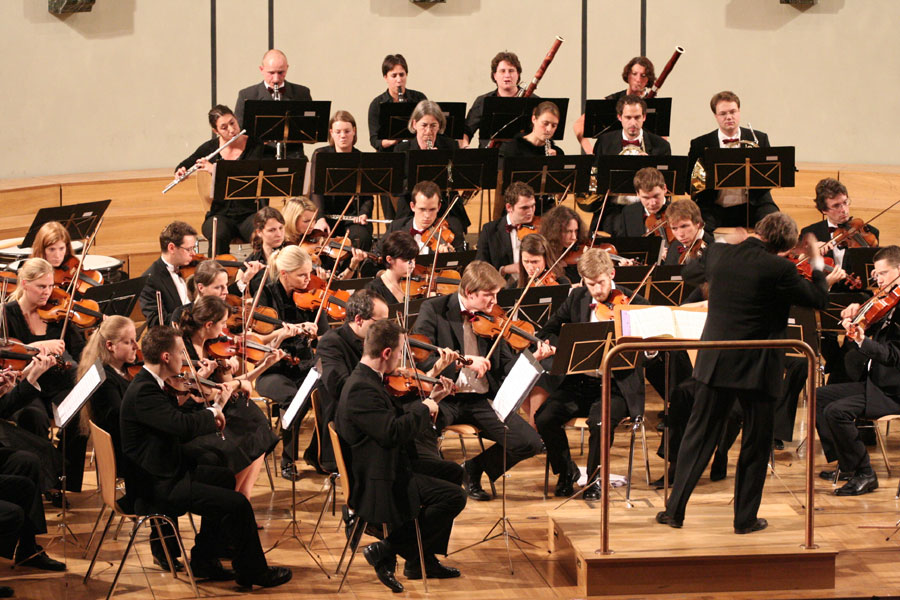
Szimfonikus zenekar

A szóló egy hangszerből, vagy énekhangból áll, a zenekar (klasszikus értelemben) sok hangszerből, amelyhez énekhang is társulhat. A tisztán énekes zenekarokat kórusnak nevezzük. Természetesen a köztes együtteseknek is van nevük: kamaraegyüttes.

### Szájhagyomány és lejegyzés
A szájhagyomány útján terjedő művek, például a népdalok legfőbb különlegessége, hogy az átadás folyamán eltérő változatok, variánsok alakulnak ki, ezzel szemben a lejegyzett zene, a kotta azonos értelmezése miatt nem módosulhat.

### Rögtönzés, előadásmód, zeneszerzés
A rögtönzés - improvizáció - beugró ötlet alapján létrejövő dallam, amelyet a zenész a kigondolt dallammal egyidejűleg ad elő, tulajdonképpeni ihlet. Lehet szabad (bármi lejátszható) vagy kötött (adott a téma, dallamfoszlány stb.). 
Előadásmód: Az előadó a hangszerén keresztül próbál kommunikálni, kifejezni érzelmeket, vagy hangszeri tudását a hallgatóságnak bemutatni. Szerves része minden stílusnak. 
A zeneszerzés a zeneművek megalkotásának tudománya és művészete, a zenei ihlet lejegyzése és megformálása.

## A zeneszerzés

### A zeneszerzés módszerei
A zeneszerzés módszereit iskolában tanítják, ami voltaképpen csak a tudomány része. A művészeti részt iskolában nem lehet elsajátítani.
A zeneszerzés tudományos része:
- forma,
- ellenpont,
- összhangzattan stb.

A zeneszerzés művészeti része:
- inspiráció,
- önálló ötletek,
- a tudás okos és önálló felhasználása.

## Zenehallgatás

### A zenehallgatás és a siketség
A zenehallgatás élménye még a siketek számára is adott. Hanghullámok rezgésének érzékelésével kaphatnak információkat arról, milyen zenét is élvezhetnek éppen. A legismertebb példa a siketek és a zene kapcsolatára Ludwig van Beethoven volt, aki azután írta számos remekművét, hogy teljesen elvesztette hallását. Evelyn Glennie 12 éves kora óta siket, mégis gyakran foglalkoztatott ütőhangszeres.

### A zenehallgatás körülményeinek minősége
A zenehallgatási szokások változásával gyakorta elvesznek a muzsikába rejtett eredeti kódok: van, ami új értelmet nyer, van, ami értelmét veszti, de változni mindenképpen megváltozik. Többek közt ezért fontos, hogy minden zenét a neki megfelelő környezetben, módon és hangerővel igyekezzünk hallgatni. A zenehallgatás feltételeinek megteremtése nélkül elveszhet a befogadás élményének örök csodája.

### A zenei élmény
A zene a befogadás aktusával válik rendezett vagy rendezetlen hangok sorozatából muzsikává. E szónikus képződmények hatása az emberi pszichére hozza létre a zenei élményt. (A zene kapcsolata a tudattalannal tehát fölöttébb intenzív, annak egyéni, kollektív és univerzális válfajával egyaránt.)

### Zenei hordozók
A technika fejlődésével egyre inkább megjelent hallgatóság részéről a zene bármikori felelevenítésének az igénye. Az első erre a célra szolgáló eszközök a középkorban megjelent harangjátékok, majd később a mechanikus zenélő órák, zenedobozok, gépzongorák, verklik, wurlitzerek voltak, amelyek a dallamot ugyan vissza tudták adni, de a konkrét zenei előadást még nem. Az első, még igen gyenge hangminőséget nyújtó hangrögzítő és visszajátszó berendezés az Edison által feltalált fonográf volt. Ez a rugós, felhúzós szerkezet egy viaszhengerre rögzítette a hangot. A rögzítés során egy tölcsér gyűjtötte össze a hangot, amely rezgésbe hozta a tölcsér végére szerelt membránt. A membránhoz rögzített tű karcolta bele a forgó viaszhengerbe a hang által keltett rezgéseket. Lejátszásnál a viaszhenger által rezgésbe hozott tű a membrán és a tölcsér által adta vissza a rögzített hangot. Gyenge hangminősége, a hengerek igen rövid élettartama, néhány perces lejátszási ideje, valamint a kereskedelemben kapható kész felvételek igen korlátozott száma miatt széles körben nem terjedt el, inkább a korabeli diktafon szerepét töltötte be. Vikár Béla és Bartók Béla például gyűjtőkörútjai során fonográfhengerekre rögzítette a népdalokat.
A rögzített zene széles körű elterjedése és az addig csak korlátozottan ismert zenei előadók világsikere a Berliner-féle gramofonnak volt köszönhető. Az egyik legelső hanglemezsztár az operaénekes Enrico Caruso volt. A gramofon a fonográftól eltérően már sorozatgyártásra is alkalmas, korong alakú, a fonográfnál lényegesen jobb hangminőséget nyújtó, sellakból készült hanglemezeket használt. A gramofon több évtizedes pályafutása során komoly fejlődésen és minőségjavuláson esett át. A következő lépcsőfokot az elektromos hangerősítést alkalmazó, már valódi hanghűséget biztosító mikrobarázdás hanglemez és az otthoni hangfelvételt is lehetővé tévő különféle mágnesszalagos berendezések jelentették eleinte monó, majd később térhatású sztereó változatban.
1982-ben került forgalomba a digitális hangrögzítést alkalmazó CD, majd az internet fejlődésével megjelent a letölthető zenei fájl. Manapság a zenét megvásárolhatjuk CD-lemez, és különféle számítógépes fájlok (MP3, Wave, FLAC stb.) formájában, előfizethetünk műholdas rádióadásra (ahol csak az általunk kiválasztott stílusú zenét közvetítik), illetve ezek egy részéhez ingyenesen is hozzájuthatunk.

## Oktatás

### Gyakorlás
A gyakorlás a hangszeren való játék egyik lételeme. A zenélés technikájának elsajátítása eleinte nagy figyelmet igényel, később egyre inkább az adott mű megfelelő eljátszására helyeződik a hangsúly.
Éneklésnél [kórusoknál]: szolmizáljuk a dallamot - mely módszert Kodály Zoltán fejlesztette ki a 20. században.

### Iskolai oktatás
Az általános iskolában a kezdő zenészek csupán hangszerükön tanulnak. Ha tovább akarnak menni egy magasabb intézménybe, (középiskolába) akkor kötelező a szolfézstanulás, és esetenként a zongoratanulás. Általában két évi tanulás után csatlakoznak az iskola zenekarához – ha van –, mivel egy zenekarban jobban fejlődik a diák, és ott lesz önbizalma.
Magyarországon az általános iskoláknak nyolcéves tanítási rendszerük van. Ha letelt a nyolcadik év, felvételire kerül sor, ahol a diák hangszeres tudását, szolfézstudását, esetenként zongoratudását is bemutatja egy legalább 2 fős bizottság előtt.

### Felsőfokú képzés
Az általános iskola után zeneművészeti szakközépiskola következik. Az itteni tanulók szakközépiskolai végzettséget kapnak, és egyben érettségit is. (az utóbbit az iskolák nem minden esetben adják meg).
A tanulóknak az első két évben teljes mértékben olyan tantárgyaik vannak, mint a más szakközépiskoláké, csak további zenei tantárgyakkal kiegészítve.
Vagyis:
- kötelező zongora, heti egy óra
- főtárgy, heti három óra (a főtárgy a diák fő hangszeres órája)
- korrepetíció, heti fél óra (a korrepetíció itt a hangszerkísérőt (ált. zongora) értelmezi)
- szolfézs, heti három óra
- zeneelmélet, heti kettő óra
- Zeneirodalom, heti két óra (a Zeneirodalmat néha Zenetörténetnek is nevezik)
- továbbá énekkar, vagy zenekar.

(a fenti óraszámok egy kilencedikes, azaz egy elsős diák óraszámai)
A második év után, a harmadik évben, már elmarad: biológia, kémia, földrajz, rajz. Viszont ugyanabban az évben bejönnek helyettük a karvezetés (szabadon választható), népzene (szabadon választható), rajz (szabadon választható).
Kell választani plusz egy tantárgyat az érettségire. Általában a diákok többsége a népzenét választja, a másik tömb pedig a rajzot. De vannak különleges választások is, akik pl: kémiát, informatikai vagy egyéb vizsgát, és biológiát választottak.

## Korszakonként
- Ókori zene
- Középkori zene
- Reneszánsz zene
- Barokk zene
- Bécsi klasszika
- Romantikus zene
- Impresszionista zene
- Kortárs komoly zene

## Fajtái
A 20. század elejéig általában (legalábbis az európai kultúrában) a magas- (Klasszikus zene, egyházi zene) és a népi zenét különböztették meg egymástól.
A 20. században megjelent ezek mellett a szimfonikus szórakoztató, majd a nem szimfonikus szórakoztató zene. Utóbbinak két fő ága a dzsessz (jazz) és a könnyűzene. A dzsessz és a szimfonikus szórakoztató zene keveréke a „sweet jazz”.

### Könnyűzene

#### Rockzene
A rockzene (rock 'n roll) az 50-es években alakult ki. Szerkezetileg vokális harmóniákra épül, amit elektromos gitár, basszusgitár és dob kísér, melyekhez később csatlakoznak billentyűs hangszerek (orgona, zongora, szintetizátor). Napjainkig számos műfaj alakult ki, így a rockzene mára egy nagyon tág fogalom lett, sok helyütt keveredve más stílusokkal. Sokan divatnak tartják e műfajt, bár jogtalanul. Ugyanis a rock 'n' roll zene testesíti meg a lázadás eszményét legátfogóbban.

### Népzene
A népzene a népcsoportok által szerkesztett mű. A népzenének általában nem ismerjük a szerzőjét, mivel az évszázadok során alakult ki a zeneszám.

### Zenei stílusok listája
- Zenei stílusok listája

Táblázatszerű összefoglalás:
|  |  |  |  |                              |                              |                              |                              |                                                                        |                                                                        |                                                                        |                                                                        |                                                                        |                                                                        |                                                                 |                                                                 |                                                                 |                                                                 |         |         |               |               |               |               |                  |                  |                  |                  |                  |                  |          |          |          |          |  |  |                                                         |                                                         |                                                         |                                                         |                                                         |                                                         |                   |                   |                                                         |                                                         |                                                         |                                                         |                                                         |                                                         |  |  |  |  |  |  |  |  |  |  |  |  |  |  |  |  |  |  |  |  |  |  |  |  |  |  |  |  |  |  |  |  |  |  |  |  |
|  |  |  |  |                              |                              |                              |                              |                                                                        |                                                                        |                                                                        |                                                                        |                                                                        |                                                                        |                                                                 |                                                                 | Zenefajták                                                      |                                                                 |         |         |               |               |               |               |                  |                  |                  |                  |                  |                  |          |          |          |          |  |  |                                                         |                                                         |                                                         |                                                         |                                                         |                                                         |                   |                   |                                                         |                                                         |                                                         |                                                         |                                                         |                                                         |  |  |  |  |  |  |  |  |  |  |  |  |  |  |  |  |  |  |  |  |  |  |  |  |  |  |  |  |  |  |  |  |  |  |  |  |
|  |  |  |  |                              |                              |                              |                              |                                                                        |                                                                        |                                                                        |                                                                        |                                                                        |                                                                        |                                                                 |                                                                 |                                                                 |                                                                 |         |         |               |               |               |               |                  |                  |                  |                  |                  |                  |          |          |          |          |  |  |                                                         |                                                         |                                                         |                                                         |                                                         |                                                         |                   |                   |                                                         |                                                         |                                                         |                                                         |                                                         |                                                         |  |  |  |  |  |  |  |  |  |  |  |  |  |  |  |  |  |  |  |  |  |  |  |  |  |  |  |  |  |  |  |  |  |  |  |  |
|  |  |  |  |                              |                              |                              |                              |                                                                        |                                                                        |                                                                        |                                                                        |                                                                        |                                                                        |                                                                 |                                                                 |                                                                 |                                                                 |         |         |               |               |               |               |                  |                  |                  |                  |                  |                  |          |          |          |          |  |  |                                                         |                                                         |                                                         |                                                         |                                                         |                                                         |                   |                   |                                                         |                                                         |                                                         |                                                         |                                                         |                                                         |  |  |  |  |  |  |  |  |  |  |  |  |  |  |  |  |  |  |  |  |  |  |  |  |  |  |  |  |  |  |  |  |  |  |  |  |
|  |  |  |  |                              |                              |                              |                              | Nagy múltú zeneelméleti, zenetudományi alapokkal rendelkező zenefajták | Nagy múltú zeneelméleti, zenetudományi alapokkal rendelkező zenefajták | Nagy múltú zeneelméleti, zenetudományi alapokkal rendelkező zenefajták | Nagy múltú zeneelméleti, zenetudományi alapokkal rendelkező zenefajták | Nagy múltú zeneelméleti, zenetudományi alapokkal rendelkező zenefajták | Nagy múltú zeneelméleti, zenetudományi alapokkal rendelkező zenefajták |                                                                 |                                                                 | Népzene                                                         | Népzene                                                         | Népzene | Népzene | Népzene       | Népzene       |               |               | Alkalmazott zene | Alkalmazott zene | Alkalmazott zene | Alkalmazott zene | Alkalmazott zene | Alkalmazott zene |          |          |          |          |  |  |                                                         |                                                         |                                                         |                                                         | Szórakoztató zene                                       | Szórakoztató zene                                       | Szórakoztató zene | Szórakoztató zene | Szórakoztató zene                                       | Szórakoztató zene                                       |                                                         |                                                         |                                                         |                                                         |  |  |  |  |  |  |  |  |  |  |  |  |  |  |  |  |  |  |  |  |  |  |  |  |  |  |  |  |  |  |  |  |  |  |  |  |
|  |  |  |  |                              |                              |                              |                              | Nagy múltú zeneelméleti, zenetudományi alapokkal rendelkező zenefajták | Nagy múltú zeneelméleti, zenetudományi alapokkal rendelkező zenefajták | Nagy múltú zeneelméleti, zenetudományi alapokkal rendelkező zenefajták | Nagy múltú zeneelméleti, zenetudományi alapokkal rendelkező zenefajták | Nagy múltú zeneelméleti, zenetudományi alapokkal rendelkező zenefajták | Nagy múltú zeneelméleti, zenetudományi alapokkal rendelkező zenefajták |                                                                 |                                                                 | Népzene                                                         | Népzene                                                         | Népzene | Népzene | Népzene       | Népzene       |               |               | Alkalmazott zene | Alkalmazott zene | Alkalmazott zene | Alkalmazott zene | Alkalmazott zene | Alkalmazott zene |          |          |          |          |  |  |                                                         |                                                         |                                                         |                                                         | Szórakoztató zene                                       | Szórakoztató zene                                       | Szórakoztató zene | Szórakoztató zene | Szórakoztató zene                                       | Szórakoztató zene                                       |                                                         |                                                         |                                                         |                                                         |  |  |  |  |  |  |  |  |  |  |  |  |  |  |  |  |  |  |  |  |  |  |  |  |  |  |  |  |  |  |  |  |  |  |  |  |
|  |  |  |  |                              |                              |                              |                              |                                                                        |                                                                        |                                                                        |                                                                        |                                                                        |                                                                        |                                                                 |                                                                 |                                                                 |                                                                 |         |         |               |               |               |               |                  |                  |                  |                  |                  |                  |          |          |          |          |  |  |                                                         |                                                         |                                                         |                                                         |                                                         |                                                         |                   |                   |                                                         |                                                         |                                                         |                                                         |                                                         |                                                         |  |  |  |  |  |  |  |  |  |  |  |  |  |  |  |  |  |  |  |  |  |  |  |  |  |  |  |  |  |  |  |  |  |  |  |  |
|  |  |  |  | Klasszikus zene (Komolyzene) | Klasszikus zene (Komolyzene) | Klasszikus zene (Komolyzene) | Klasszikus zene (Komolyzene) | Klasszikus zene (Komolyzene)                                           | Klasszikus zene (Komolyzene)                                           |                                                                        |                                                                        | Európán kívüli műzenék (arab, indiai, kínai, japán, indonéziai)        | Európán kívüli műzenék (arab, indiai, kínai, japán, indonéziai)        | Európán kívüli műzenék (arab, indiai, kínai, japán, indonéziai) | Európán kívüli műzenék (arab, indiai, kínai, japán, indonéziai) | Európán kívüli műzenék (arab, indiai, kínai, japán, indonéziai) | Európán kívüli műzenék (arab, indiai, kínai, japán, indonéziai) |         |         | Színházi zene | Színházi zene | Színházi zene | Színházi zene | Színházi zene    | Színházi zene    |                  |                  | Filmzene         | Filmzene         | Filmzene | Filmzene | Filmzene | Filmzene |  |  | Régi szórakoztató zenék (szimfonikus szórakoztató zene) | Régi szórakoztató zenék (szimfonikus szórakoztató zene) | Régi szórakoztató zenék (szimfonikus szórakoztató zene) | Régi szórakoztató zenék (szimfonikus szórakoztató zene) | Régi szórakoztató zenék (szimfonikus szórakoztató zene) | Régi szórakoztató zenék (szimfonikus szórakoztató zene) |                   |                   | Modern szórakoztató zenefajták (könnyűzene, 20. század) | Modern szórakoztató zenefajták (könnyűzene, 20. század) | Modern szórakoztató zenefajták (könnyűzene, 20. század) | Modern szórakoztató zenefajták (könnyűzene, 20. század) | Modern szórakoztató zenefajták (könnyűzene, 20. század) | Modern szórakoztató zenefajták (könnyűzene, 20. század) |  |  |  |  |  |  |  |  |  |  |  |  |  |  |  |  |  |  |  |  |  |  |  |  |  |  |  |  |  |  |  |  |  |  |  |  |
|  |  |  |  | Klasszikus zene (Komolyzene) | Klasszikus zene (Komolyzene) | Klasszikus zene (Komolyzene) | Klasszikus zene (Komolyzene) | Klasszikus zene (Komolyzene)                                           | Klasszikus zene (Komolyzene)                                           |                                                                        |                                                                        | Európán kívüli műzenék (arab, indiai, kínai, japán, indonéziai)        | Európán kívüli műzenék (arab, indiai, kínai, japán, indonéziai)        | Európán kívüli műzenék (arab, indiai, kínai, japán, indonéziai) | Európán kívüli műzenék (arab, indiai, kínai, japán, indonéziai) | Európán kívüli műzenék (arab, indiai, kínai, japán, indonéziai) | Európán kívüli műzenék (arab, indiai, kínai, japán, indonéziai) |         |         | Színházi zene | Színházi zene | Színházi zene | Színházi zene | Színházi zene    | Színházi zene    |                  |                  | Filmzene         | Filmzene         | Filmzene | Filmzene | Filmzene | Filmzene |  |  | Régi szórakoztató zenék (szimfonikus szórakoztató zene) | Régi szórakoztató zenék (szimfonikus szórakoztató zene) | Régi szórakoztató zenék (szimfonikus szórakoztató zene) | Régi szórakoztató zenék (szimfonikus szórakoztató zene) | Régi szórakoztató zenék (szimfonikus szórakoztató zene) | Régi szórakoztató zenék (szimfonikus szórakoztató zene) |                   |                   | Modern szórakoztató zenefajták (könnyűzene, 20. század) | Modern szórakoztató zenefajták (könnyűzene, 20. század) | Modern szórakoztató zenefajták (könnyűzene, 20. század) | Modern szórakoztató zenefajták (könnyűzene, 20. század) | Modern szórakoztató zenefajták (könnyűzene, 20. század) | Modern szórakoztató zenefajták (könnyűzene, 20. század) |  |  |  |  |  |  |  |  |  |  |  |  |  |  |  |  |  |  |  |  |  |  |  |  |  |  |  |  |  |  |  |  |  |  |  |  |

## Hangszerek
A zene hangjait rendszerint hangszerekkel keltik, vagy énekelik.

## Pszichológiai hatásai
Pszichológiai vizsgálatok kimutatták, hogy csecsemőkre Mozart és Vivaldi zenéje megnyugtatóan hat.